# فهد كميل
فهد كميل مطر مرزوق، (2 يناير 1971-) ، لاعب نادي نادي التضامن الكويتي السابق ومنتخب الكويت لكرة القدم ، وقد كانت أهم مشاركاته في دورة الألعاب الأولمبية الصيفية 1992 في مدينة برشلونة ، وهو شقيق اللاعب الدولي الكويتي السابق فتحي كميل.

## بداياته
بدا لعب كرة القدم في المراحل السنية في نادي التضامن الكويتي عام 1980 علي خطي شقيقه الاكبر الفارس الاسمر فتحي كميل واستمر في اللعب حتي وصل الي فريق تحت 17 ليفاجا باختياره الي تمثيل منتخب الكويت الاول قبل أن يصل الي فريق الدرجة الاولي في النادي وكان عمره انذاك 16 عام ، واستمر في ناديه دون ان ينتقل الي أي نادي آخر ليعتزل بعد مشوار رياضي استمر 20 عاما .

## كأس الخليج

### كأس الخليج
تم اختياره لاول مرة لتمثيل منتخب الكويت لكرة القدم خلال دورة كأس الخليج العربي 9 التي اقيمت في السعودية ولم يحالفه الحظ في اللعب حيث ظل احتياط خلال الدورة ، كما تم اختياره مع المنتخب في كأس الخليج العربي 10 والذي توج فيها المنتخب الكويتي باللقب عام 1990.

## الاعتزال والتدريب
اعتزل اللاعب فهد كميل عام 2000 خلال مباراة منتخب الكويت لكرة القدم ومنتخب تايلاند لكرة القدم ، واتجه بعدها الي التدريب حيث بدا في تدريب نادي نادي التضامن الكويتي ثم اتجه الي تدريب المراحل السنية في النادي العربي (الكويت) ثم عاد ليدرب ناديه التضامن ، واتجه بعدها الي تدريب منتخب الكويت لكرة القدم للسيدات  ، ليترك عالم التدريب ويتجه الي الشاشة الصغيرة ويتخصص في التحليل الرياضي علي القنوات الرياضية.